# Can't Get You Out of My Head
Can't Get You Out of My Head is een single van de Australische zangeres Kylie Minogue en is afkomstig van haar album Fever uit 2001. Op 8 september dat jaar werd het nummer wereldwijd op single uitgebracht.

## Achtergrond
De single is een van Minogues grootste hits. De single bereikte de nummer 1-positie in de hitlijsten van 40 landen en verkocht wereldwijd meer dan 4 miljoen exemplaren.
De single is een dance/pop-lied. Het is geschreven en geproduceerd door Cathy Dennis, tevens bekend van Britney Spears' Toxic en Katy Perry's I Kissed A Girl, en Rob Davis, de ex-gitarist van Mud.
De videoclip voor het nummer is geregisseerd door Dawn Shadforth, die eerder al Minogues Spinning Around geregisseerd had en verder samengewerkt heeft met acts als Goldfrapp, Scissor Sisters en Moloko.
In thuisland Australië bereikte de single de nummer 1-positie. Ook in Nieuw-Zeeland, Rusland, Zweden, Noorwegen, Denemarken, Zwitserland, Duitsland, Oostenrijk, Ierland, Portugal, Roemenië, Kroatië, Canada, de Eurochart Hot 100 en in Minogues tweede thuisland het Verenigd Koninkrijk werd de nummer 1-positie behaald.
In Nederland was de single in week 39 van 2001 de 1639e Alarmschijf op Radio 538 en werd een gigantische hit. De single bereikte de nummer 1-positie in zowel de Nederlandse Top 40 op Radio 538 als in de publieke hitlijst; de destijds Mega Top 100 op Radio 3FM.
In België bereikte de single eveneens de nummer 1-positie in zowel de Vlaamse Ultratop 50 als de Vlaamse Radio 2 Top 30 en de Waalse Ultratop 50.
In de sinds december 1999 jaarlijks uitgezonden NPO Radio 2 Top 2000 van de Nederlandse publieke radiozender NPO Radio 2, stond de single tot nu toe uitsluitend in 2007 genoteerd op een 1816e positie.

## Tracklijst
Van het nummer zijn verschillende singles uitgebracht op zowel 7" en 12" inch vinyl, cd-single en als digitale download; drie op de internationale markt en een exclusief op de Australische markt.
Cd 1
1. Can't Get You Out of My Head — 3:51
2. Boy — 3:47
3. Rendezvous at Sunset — 3:23
4. Can't Get You Out of My Head [Video]

Cd 2
1. Can't Get You Out of My Head — 3:51
2. Can't Get You Out of My Head [K&M Mindprint Mix] — 6:34
3. Can't Get You Out of My Head [Plastika Mix] — 9:26

Cd 3
1. Can't Get You Out of My Head — 3:51
2. Boy — 3:47

Australische cd
1. Can't Get You Out of My Head — 3:51
2. Can't Get You Out of My Head [K&M Mindprint Mix] — 6:34
3. Can't Get You Out of My Head [Plastika Mix] — 9:26
4. Can't Get You Out of My Head [Superchumbo Todo Mamado Mix] — 8:32

## Hitlijsten en prijzen
- MTV Video Music Award 2002: beste choreografie
- Ivor Novello Award 2002: meest gespeelde werk; internationale hit van het jaar, dance award

| Land                | Hoogste positie | Status     |
| ------------------- | --------------- | ---------- |
| Argentinië          | 1               |            |
| Australië           | 1               | 3x platina |
| Canada              | 55              |            |
| Denemarken          | 1               |            |
| Duitsland           | 1               |            |
| Europa              | 1               |            |
| Finland             | 5               |            |
| Frankrijk           | 1               | diamant    |
| Griekenland         | 1               | platina    |
| Ierland             | 1               |            |
| Italië              | 1               | platina    |
| Japan               | 5               |            |
| Mexico              | 1               |            |
| Nederland           | 1               | 3x platina |
| Nieuw-Zeeland       | 1               | goud       |
| Noorwegen           | 1               | goud       |
| Oostenrijk          | 1               | platina    |
| Roemenië            | 1               |            |
| Spanje              | 1               |            |
| Verenigd Koninkrijk | 1               | platina    |
| Verenigde Staten    | 7               | goud       |
| Vlaanderen          | 1               | platina    |
| Wallonië            | 1               |            |
| Wereldwijd          | 1               |            |
| Zweden              | 1               |            |
| Zwitserland         | 1               | platina    |

## NPO Radio 2 Top 2000
Can't Get You Out Of My Head stond alleen in 2007 in de NPO Radio 2 Top 2000, op plek 1816.